# 陳確
陳確（1604年—1677年），初名道永，字非玄，後改名確，字乾初，浙江海寧人。明末思想家劉宗周的弟子。

## 生平
生於萬曆三十二年甲辰（1604年），屢試不第，遂“放浪山水”。崇禎十七年（1644年）受學於劉宗周。自幼不喜朱子理學，他指出，“《大学》首章，非圣经也。其传十章，非贤传也”，又抨击周敦颐以“无欲”为“圣学”之要的观点。其治學重實際，強調獨立思考，认为“道无尽，知亦无尽”。黄宗羲说他“学无所依傍，无所瞻顾，凡不合于心者，虽先儒已有成说，亦不肯随声附和，遂多惊世骇俗之论”。清軍克南京，劉宗周殉国，陳確因为尽孝而存身。明亡後，隱居著述。晚歲得拘攣疾，病困十馀年，不出门者十五年，卒於清康熙十六年（1677年）丁巳七月二十四日。著有《大学辨》、《葬书》、《女训》、《蕺山先生语录》、《乾初道人诗集》、《辰夏杂言》。1979年中华书局出版《陈确集》上下册。